# 77e régiment d'artillerie de campagne (États-Unis)
Pour les articles homonymes, voir 77e régiment.
Le 77e régiment d'artillerie campagne (77th Field Artillery Regiment) est un régiment d'artillerie de campagne de l'United States Army . D'abord constitué en 1916 dans l'armée régulière en tant que régiment de cavalerie, il est réorganisé en 1917 comme régiment d'artillerie de campagne, forme sous laquelle il existe toujours.

## Historique

### Création comme régiment de cavalerie
- Constitué le 1er juillet 1916 dans l'armée régulière sous le nom de 19e de cavalerie (19th Cavalry)).

- Organisé du 23 mai au 11 juin 1917 à Fort Ethan Allen, Vermont.

- Converti et renommé le 1er novembre 1917 sous le nom de 77th Field Artillery.

### 1917 - 1944
- Affecté le 19 novembre 1917 à la 4e division.

- Désactivé le 21 septembre 1921 au Camp Lewis, Washington.

- Détaché le 24 mars 1923 de la 4e division et affecté à la 7e division.

- Détaché le 1er janvier 1930 de la 7e division et affecté à la 4e division.

Le 1er bataillon est activé le 1er janvier 1935 à Fort Sill, Oklahoma et le reste du régiment est activé le 1er novembre 1935 à Fort DA Russell, Texas. Le régiment est détaché le 16 octobre 1939 de la 4e division.
Le régiment est démantelé le 24 février 1944 et ses éléments renommés : l'état-major et la batterie d'état-major (en) deviennent le quartier général et la batterie de quartier général du 77e groupe d'artillerie de campagne (77th Field Artillery Group) et les 1er et 2e bataillons deviennent respectivement les 634e et 631e bataillons d'artillerie de campagne (634th et 631th Field Artillery Battalions).

### Séparation en sous-unités (1944-1958)
Après le 24 février 1944, les unités ci-dessus ont subi les changements suivants :
L'état-major et la batterie d'état-major du 77e groupe d'artillerie de campagne sont inactivés le 25 septembre 1945 en Italie. Ils repassent à l'active le 27 août 1951 à Fort Sill, Oklahoma, puis sont finalement inactivés le 25 septembre 1956.
Le 634e bataillon d'artillerie de campagne, rebaptisé le 15 mai 1945 77e bataillon d'artillerie de campagne, est inactivé le 4 janvier 1946 au Camp Kilmer, New Jersey.
L'état-major et la batterie d'état-major du 77e bataillon d'artillerie de campagne, issu de l'ex-634e, forment le 1er août 1946 la 77e batterie d'artillerie de campagne et sont activés à Fort Winfield Scott, Californie.
La 77e batterie d'artillerie de campagne est désactivée le 25 novembre 1946 à Fort Winfield Scott. Elle est renommée le 19 mars 1948 77e batterie d'artillerie blindée de campagne, puis réactivée en Autriche comme 77e batterie d'artillerie de campagne le 1er février 1949 à nouveau  batterie d'artillerie de campagne. Désactivée le 31 juillet 1955 en Autriche, elle est renommée le 20 décembre 1956 quartier général et batterie de quartier général du 634e bataillon de roquettes d'artillerie de campagne (634th Field Artillery Rocket Battalion).
Le 631e bataillon d'artillerie de campagne est désactivé le 8 septembre 1945 en Italie. Il est renommé le 4 novembre 1946 85e bataillon d'artillerie de campagne (85th Field Artillery Battalion) puis est affecté le 1er juillet 1948 à la 10e division d'infanterie et activé à Fort Riley, Kansas. Le bataillon est à nouveau désactivé le 1er juillet 1957 en Allemagne et détaché de la 10e division.

### Reconstitution (après 1958)

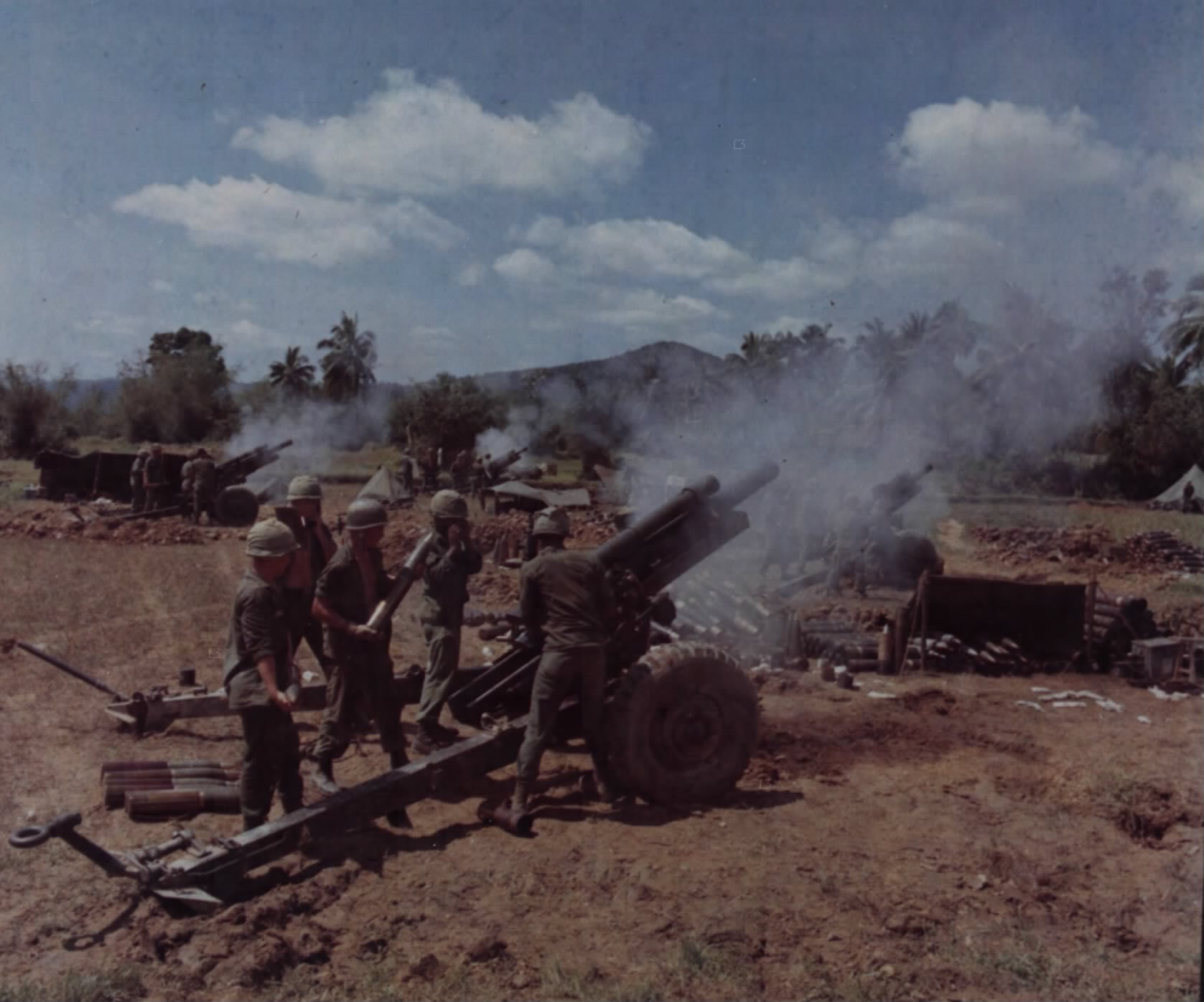
Des artilleurs de la batterie C du 77e artillerie tirent contre les Viet Cong dans le district de Bong Son pendant l'Opération Masher, le 19 février 1966

Le 77e artillerie (77th Artillery) est reconstitué selon le schéma du Combat Arms Regimental System (en) le 27 juin 1958, à partir de l'état-major et de la batterie d'état-major du 77e groupe d'artillerie de campagne, du 634e bataillon de roquettes d'artillerie de campagne et du 85e bataillon d'artillerie de campagne.

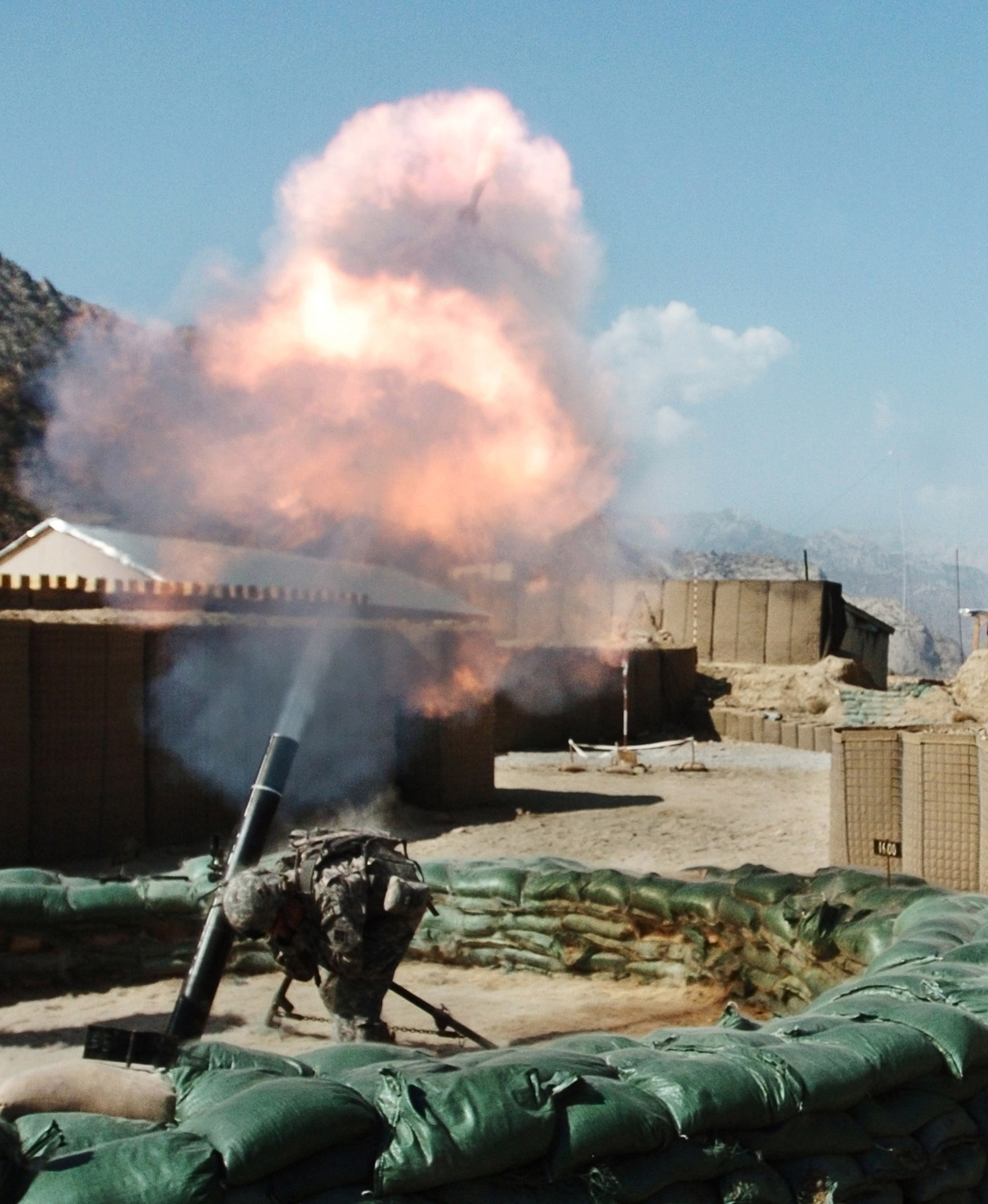
Artilleur du 77th Field Artillery Regiment tirant avec un mortier M120 au Nouristan en 2009.

Le régiment est renommé le 1er septembre 1971 77e artillerie de campagne (77th Field Artillery). Le 17 août 1986, le régiment est réorganisé selon le US Army Regimental System (en).
Le régiment est renommé le 1er octobre 2005 77e régiment d'artillerie de campagne. À partir de 2009, des bataillons du régiment sont déployés en Afghanistan avec la 4e Brigade Combat Team (en), de la 4e division d'infanterie. Le 2e bataillon continue à être déployé avec la 4e division d'infanterie tous les deux ans depuis 2009.

## Batailles et campagnes
- Première Guerre mondiale : Aisne-Marne ; St. Mihiel ; Meuse-Argonne ; Champagne 1918 ; Lorraine 1918.
- Seconde Guerre mondiale: Sicile (avec Arrowhead) ; Naples-Foggia ; Anzio; Rome-Arno; Sud de la France (avec Arrowhead); Apennins du Nord; Rhénanie; Ardennes-Alsace ; Europe centrale; Vallée du Pô.
- Vietnam.
- Guerre contre le terrorisme : Irak; Afghanistan.

## Décorations
- Presidential Unit Citation (Army), avec flamme Province de Pleiku
- Presidential Unit Citation (Army), avec flamme Suoi Tre (en)
- Valorous Unit Award, avec flamme Fishhook (en)
- Valorous Unit Award, avec flamme Vietnam 1971